# Joh. Andreas Bachmann
Joh. Andreas Bachmann (* 17. Dezember 1806 mutmaßlich in Wesel; † 12. Januar 1859 in Hannover) war ein deutscher Hornist und Orchestermusiker am hannoverschen Hoforchester sowie Saiten- und Instrumenten-Kaufmann.

## Leben
Der während der sogenannten „Franzosenzeit“ im Jahr 1906 mutmaßlich in Wesel geborene „J. Bachmann“ junior war der Sohn von Christian Bachmann, dem im Königreichs Hannover während der Personalunion zwischen Großbritannien und Hannover tätigen und auch als Johann Georg Christian Bachmann bekannten Musikalienhändler und -verleger der zugleich als Tubist, Hof- und Kammermusiker wirkte.
Ähnlich wie auch Bachmann senior erlernte auch Joh. Andreas Bachmann ein Blechblasinstrument und erhielt in Hannover – als Hornist – ab 1821 zunächst aushilfsweise eine Stelle in dem im Schlossopernhaus am Leineschloss musizierende Hoforchester. Zum 1. September 1833 wurde auch Bachmann junior Mitglied des Orchesters, unter dem Komponisten und Dirigenten Heinrich Marschner allerdings lediglich mit der Bezeichnung Orchestermusiker.
Das Hannoversche Adreß-Buch für das Jahr 1836 verzeichnete die Familie Bachmann im Hause Leinstraße 793, in dem der Senior seinerzeit noch als Antiquar und Verkäufer von Pianofortes wirkte, während der Junior dort eine Saiten- und Instrumentenhandlung betrieb, die er dann im Jahr 1838 in der neuerlichen Residenzstadt unter dem Namen „Joh. Bachmann“ in die Marktstraße 475 verlegt hatte.
Erst 1858 und nur kurz vor seinem Tod trat Joh. Andreas Bachmann als Musiker aus dem Königlich Hannoverschen Hoforchester aus.